# 송윤화
송윤화(1994년 1월 20일 ~)은 대한민국의 RS ENT 소속의 치어리더이다. 한화 이글스 소속으로 뛰다가. 2013년부터는 2015년까지 NC 다이노스 소속으로 활동했다. 야구는 롯데 자이언츠, 배구는 대전 삼성화재 블루팡스, 대전 KGC인삼공사 배구단, 농구는 울산 모비스 피버스, 구리 KDB생명 위너스 응원단 소속이다.

## 경력
- 2009년 ~ 2014년 부산 kt 소닉붐 응원단 치어리더
- 2012년 한화 이글스 응원단 치어리더
- 2013년 ~ 2015년 NC 다이노스 응원단 치어리더
- 2013년 ~ 2016년 천안 현대캐피탈 스카이워커스 응원단 치어리더
- 2014년 ~ 2015년 창원 LG 세이커스 응원단 치어리더
- 2014년 부산 아이파크 응원단 치어리더
- 2015년 울산 현대 축구단 응원단 치어리더
- 2016년 ~ 2018년 울산 모비스 피버스 응원단 치어리더
- 2016년 ~ 2018년 대전 삼성화재 블루팡스 응원단 치어리더
- 2016년 ~ 2018년 대전 KGC인삼공사 배구단 응원단 치어리더
- 2016년 ~ 2018년 구리 KDB생명 위너스 응원단 치어리더
- 2016년 ~ 2017년 부산 아이파크 응원단 치어리더
- 2016년 ~ 2017년 롯데 자이언츠 응원단 치어리더
- 2018년 ~ 2019년 창원 LG 세이커스 응원단 치어리더
- 2019년 ~ 인천 흥국생명 핑크스파이더스 응원단 치어리더
- 2019년 ~ 천안 현대캐피탈 스카이워커스 응원단 치어리더
- 2019년 ~ 부산 kt 소닉붐 응원단 치어리더

## 학력
- 동삼중학교
- 김해생명과학고등학교
- 동의과학대학교 항공서비스과